# Северный морской слон
Се́верный морско́й слон (лат. Mirounga angustirostris) — вид млекопитающих семейства настоящих тюленей (Phocidae), рода морских слонов (лат. Mirounga).

## Описание
Северный морской слон несколько меньше южного морского слона (Mirounga leonina), обитающего в Антарктике. Самцы достигают длины 4—5 м и весят 1,2—2,3 т (в отдельных случаях более 2,7 т), в то время как самки обычно не крупнее 2,5—3,6 м и весят 400—900 кг. Половой диморфизм менее выражен, чем у южного вида. Более крупным является, однако, хобот у самцов, длина которого достигает 30 см.

## Образ жизни
Самки кормятся в открытом океане, в то время как самцы предпочитают искать пропитание, охотясь вдоль континентального шельфа. Среди их добычи отмечены кальмары (в том числе самые крупные виды, такие как гигантский кальмар), костистые рыбы, ракообразные, скаты и акулы. Морские слоны не пьют воду, так как получают ее из жиров.
У морских слонов нет развитой системы эхолокации, такой как у китообразных, и под водой они ориентируются за счет зрения и вибрисс, чувствительных к вибрациям.
На морских слонов могут охотиться косатки. Они справляются даже со взрослыми самцами, но предпочитают нападать на молодняк. Для детенышей и небольших самок также могут быть опасны очень крупные белые акулы, которые нападают из засады и парализуют их укусами за конечности, после чего ждут (иногда по несколько часов), пока жертва истечет кровью и утонет, ослабляя ее дополнительными атаками. Следы от зубов акул были обнаружены даже на телах взрослых самцов, но об удачных нападениях акул на столь крупных животных до сих пор неизвестно.

## Размножение

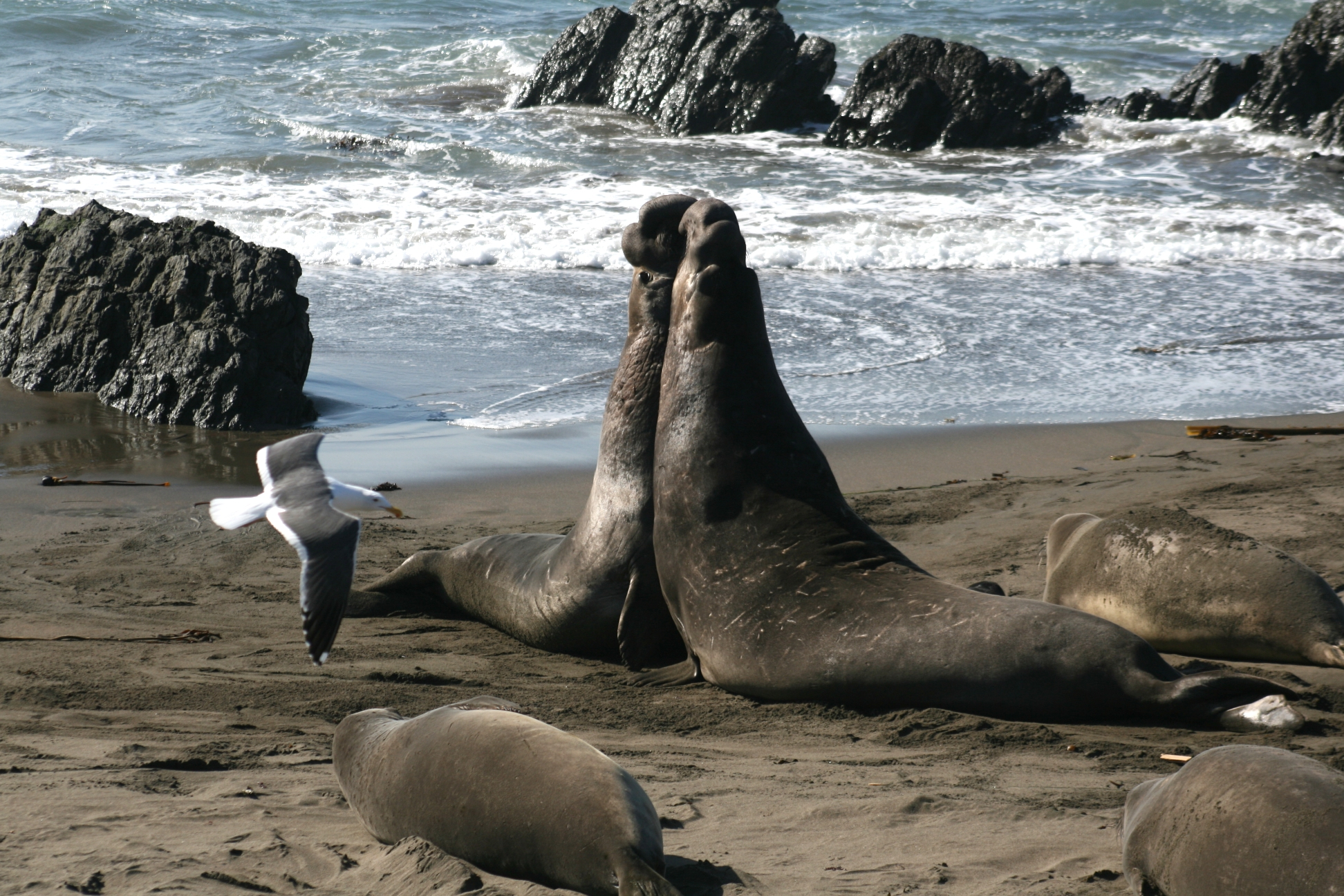
Поединок двух самцов

У северных морских слонов спаривание происходит в феврале. После 11-месячной беременности в январе следующего года на свет рождаются детёныши. В апреле-мае того же года они покидают побережье.

## Распространение
Северный морской слон раньше был распространён по всему западному побережью Северной Америки от Аляски до Нижней Калифорнии. В XIX веке, однако, началось массовое истребление этих животных ради добычи ворвани. Каждый год тысячи морских слонов становились жертвами охотников, и вскоре этот вид уже начали считать вымершим. Лишь одна небольшая колония, состоявшая из менее чем сотни особей, выжила на мексиканском острове Гуадалупе. После её обнаружения северные морские слоны были взяты под защиту.
В 1930-х годах северные морские слоны вышли для спаривания на сушу на калифорнийских островах Чаннел. В настоящее время они встречаются на многих островах, расположенных вдоль западного побережья континента. На севере их ареал доходит до  Фараллоновых островов, а вне брачного периода — даже до острова Ванкувер. Вдоль автострады SR 1 между Лос-Анджелесом и Сан-Франциско морские слоны в некоторых местах становятся достопримечательностью для туристов.
Популяция каждый год увеличивается на 15 %, и сегодня этот вид уже не относится к находящимся под серьёзной угрозой. Однако даже в случае восстановления поголовья остаётся такое последствие пережитого ранее популяцией периода критического уменьшения её численности, как сокращение генофонда, а соответственно крайне низкое генетическое разнообразие ныне живущих особей (эффект «бутылочного горлышка»), что может стать значительной проблемой при изменившихся условиях окружающей среды.

## Интересные факты
Нидерландская художница Маргрит ван Бреворт (нидерл. Margriet van Breevoort), создавая в 2016 году для Лейденского университета ставшую интернет-мемом фигуру, ныне известную как «Ждун», изначально дала своему творению латинское наименование Homunculus loxodontus, что можно перевести как «Гомункул слоноподобный», и взяла в качестве прототипа внешности персонажа именно северного морского слона, который хотя и уступает по размерам своему южному сородичу, однако отличается от него более выраженным хоботом.